# Clarence Hufton
Clarence Hufton (25 tháng 3 năm 1912 - 2002) là một cầu thủ bóng đá người Anh thi đấu ở Football League cho Mansfield Town.